# Lionês
Lionês (ou Lyonês forma em desuso) — Lyonnais em francês — é uma  antiga província francesa situada a Sudeste do actual departamento francês do Ródano.
Além do Lionês havia mais duas outras províncias que formavam o gouvernement du Lyonnais:
- o Forez
- o Beaujolais

O Lionês estava sub-dividido em três províncias:
- o Pais plano do Lionês - Plat pays de Lyonnais em francês - que corresponde às montanhas baixas, razão do plat, do contraforte do Maciço Central
- a cidade de Lião
- o Franco-Lionês[nota 1] situada ao Norte de Lião e ao longo do Rio Saône.

Os pontos culminantes dos montes do Lionês eram Le Signal de Saint-André-la-Côte com 990 m e outras colinas nas comunas de Larajasse e Saint-Martin-en-Haut.